# パンドラ (歌手)
パンドラ（Pandora, 1970年6月20日 - ）は、スウェーデン、ヴェステロース出身のユーロビート系のポップ・シンガーである。本名はアンネリ・マグヌソン（Anneli Magnusson）。主に北欧のユーロダンスシーンで活躍し、日本にもたびたび来日した。
2007年からは、United DJs vs. Pandoraプロジェクトを立ち上げ、セルフリミックスを意欲的に行っている。2008年には久々に来日し、プロモーションのためにラジオやテレビ局などを回った。

## シングル
- 『テル・ザ・ワールド』 - Tell The World (1996)
- 『ワン・オブ・アス』- One Of Us (1996)　アバのカバー
- 『リトル・ビット』- A Little Bit (1996)
- 『サンズ・オブ・タイム』- The Sands Of Time (1997)
- 『スマイル・アンド・シャイン』- Smile'n Shine (1997)
- 『シングル・ライフ』- Single Life (1997)
- 『ショウ・ミー・ホワット・ユー・ガット』- Show Me What You Got (1997)
- 『ブライト・アイズ』- Bright Eyes (1998)　アート・ガーファンクルのカバー
- 『ヘブン』- This Could Be Heaven (1998) ノエビアCM
- 『ユー・ウィル・ビー・オールライト』- You'll Be Allright (1999)
- 『ユー・ドント・ウォント・トゥ・ノウ』- You Don't Want To Know (1999)
- 『アイ・ウォント・ルック・バック』- I Won't Look Back (2000)
- 『アイ・ニード・トゥ・ノウ』- I Need To Know (2001)

## アルバム
- 『ワン・オブ・ア・カインド』- One of a Kind (1993)
- 『テル・ザ・ワールド』- Tell the World (1996)
- 『チェンジズ』- Changes (1997)
- 『パンドラ・ヒット・ボックス～ザ・ベスト・オブ・パンドラ～』- Best of Pandora (1998)
- 『ヘブン』- This Could Be Heaven (1998)
- 『ブリーズ』- Breathe (1999)
- 『ノン・ストップ・パンドラ』- Pandora Nonstop (1999)
- 『ノー・リグレッツ』- No Regrets (2000)
- 『リトル・クローサー』- A Little Closer (2001)
- 『ナイン・ライヴス』- 9 Lives(2003)  移籍後初アルバム